# Marvin Schwäbe
Marvin Schwäbe (* 25. April 1995 in Dieburg) ist ein deutscher Fußballspieler. Der Torwart steht beim 1. FC Köln unter Vertrag.

## Karriere

### Vereine
Schwäbe begann seine Karriere beim SC Hassia Dieburg und spielte anschließend für Kickers Offenbach. Bis zu seinem 14. Lebensjahr war er auch als Ringer aktiv; sein fünf Jahre älterer Bruder Kevin Schwäbe brachte es in der Sportart zum deutschen Meister. 2009 wechselte er in die Jugend von Eintracht Frankfurt. Noch während seiner A-Jugendzeit stand er im Kader der zweiten Mannschaft, für die er am 5. Oktober 2012 bei der 1:3-Niederlage bei Wormatia Worms in der Regionalliga Südwest debütierte. Nach der Saison ging Schwäbe zur TSG 1899 Hoffenheim, mit dessen zweiter Mannschaft er ebenfalls in der Regionalliga Südwest spielte. Mit der U19 Hoffenheims gewann er in der Saison 2013/14 die deutsche A-Juniorenmeisterschaft. Zur Spielzeit 2014/15 rückte er in den Kader der Bundesliga-Mannschaft auf, kam aber weiterhin für die zweite Mannschaft zum Einsatz.
Zur Saison 2015/16 wurde Schwäbe bis Saisonende an den Drittligisten VfL Osnabrück verliehen. Dort debütierte er am 25. Juli 2015 beim 0:0 gegen den FC Erzgebirge Aue in der 3. Liga. Anfang Mai 2016 wurde Schwäbe als Niedersachsens Fußballer des Jahres ausgezeichnet.
Zur Saison 2016/17 wurde Schwäbe für ein Jahr an den Zweitligaaufsteiger Dynamo Dresden verliehen. Am 6. August 2016 debütierte er beim 1:1 gegen den 1. FC Nürnberg in der 2. Bundesliga. Am 19. Mai 2017 wurde die Leihe um ein Jahr verlängert.
Zur Saison 2018/19 kehrte Schwäbe nicht zur TSG 1899 Hoffenheim zurück, sondern wechselte zum dänischen Erstligisten Brøndby IF. Er unterschrieb beim in den ersten Monaten vom deutschen Trainer Alexander Zorniger trainierten Klub einen Vertrag mit einer Laufzeit bis zum 30. Juni 2021. Schwäbe war Stammtorhüter von Brøndby und gewann in der Saison 2020/21 unter Trainer Niels Frederiksen die dänische Meisterschaft. Nach Auslaufen seines Vertrages am 30. Juni 2021 verließ Schwäbe den Verein.
Zur Spielzeit 2021/22 schloss sich der Torhüter als Nummer zwei hinter Timo Horn dem Bundesligisten 1. FC Köln an und unterschrieb einen bis 2024 gültigen Vertrag. Nach einer Verletzung Horns stand Schwäbe ab Ende November 2021 im Kölner Tor und erhielt aufgrund guter Leistungen auch zum Start der Rückrunde den Vorzug von Trainer Steffen Baumgart. In der Saison 2022/23 blieb er Stammtorwart und absolvierte sämtliche 34 Ligaspiele. Im Sommer 2023 wurde sein Vertrag bis 2027 verlängert. Im Juni 2025 wurde er von den Fans zum „Spieler der Saison“ gewählt. Am August 2025 wurde er vom neuen Cheftrainer Lukas Kwasniok zum Kapitän ernannt.

### Nationalmannschaft
Schwäbe durchlief von der U17-Auswahl an sämtliche Jugendnationalmannschaften des Deutschen Fußball-Bundes. Mit der U20-Nationalmannschaft spielte er im Juni 2015 bei der U20-Weltmeisterschaft in Neuseeland. Schwäbe kam in allen Spielen der Mannschaft über die volle Spielzeit zum Einsatz und scheiterte mit ihr im Viertelfinale im Elfmeterschießen an der Auswahl Malis.
Ende August 2015 wurde Schwäbe von Trainer Horst Hrubesch erstmals für die U21-Nationalmannschaft nominiert und debütierte anschließend am 3. September 2015 beim 2:1-Sieg im Freundschaftsspiel gegen Dänemark. Im Juni 2017 gewann er als Teil des Kaders mit der Mannschaft die U21-Europameisterschaft in Polen.

## Erfolge
TSG 1899 Hoffenheim
- Deutscher A-Jugendmeister: 2014

Brøndby IF
- Dänische Superliga 2020/21: 2021

1. FC Köln
- Deutscher Zweitligameister: 2025

Nationalmannschaft
- Vize-U17-Europameister: 2012
- U21-Europameister: 2017

Persönliche Auszeichnungen
- Niedersachsens Fußballer des Jahres: 2016